# Barcarolle (Debussy)
Pour les articles homonymes, voir Barcarolle (homonymie).
Barcarolle est une mélodie pour voix et piano de Claude Debussy composée vers 1885 sur un texte d'Édouard Guinand.

## Présentation
Barcarolle est composé vers 1885 sur un texte d'Édouard Guinand (Au courant de la vie. Stances, sonnets, poèmes, Paris, Ollendorff, 1885, p. 286).
L'incipit de l'œuvre est : « Viens ! l'heure est propice ».
Le manuscrit autographe, de trois pages, qui a figuré au catalogue d'autographes Simon Kra no 24, de mai 1921, no 9147, est aujourd'hui non localisé. La mélodie est donc inédite. 
Dans le catalogue des œuvres du compositeur établi par le musicologue François Lesure, Barcarolle porte le numéro L 67 (58). 